# 東京アンタッチャブル
「東京アンタッチャブル」（とうきょうアンタッチャブル）は、1962年10月21日に東映系で公開された日本映画。93分。モノクロ。シネマスコープ。映倫番号：12962　
『東京アンタッチャブル』シリーズの第1作。

## スタッフ
- 監督：村山新治
- 企画：斉藤安代
- 原案：毛利三四郎
- 脚本：長谷川公之
- 撮影：仲沢半次郎
- 録音：鳥巣隆
- 照明：原田政重
- 美術：田辺達
- 音楽：池田正義
- 編集：田中修 (編集技師)
- 助監督：山田稔
- 進行主任：渡喜國
- 現像：東映化学工業

## 出演者
- 原田芳夫：高倉健
- 井上百合子：三田佳子
- サリイ・南：筑波久子
- 金子三枝：渡辺美佐子
- 木元茂治：須藤健
- 吉井久一：織本順吉
- 吉井金次：滝川潤
- 佐々木鉄男：潮健児
- 片桐課長：伊沢一郎
- 女給：愛川かおる
- 菊地すみ子：小笠原慶子
- 竹沢武：滝謙太郎
- 森課長：北山達也
- 小坂健：関山耕司
- ：曽根秀介
- スタジオの親爺：志摩栄
- 係員：岡野耕作
- 笹井太吉：相原昇三郎
- 刑務所の監督：山田甲一
- 細川良助：浜田格
- ：菅原壮男
- 制服警官：植田定光
- バーテン・野村：豊野弥八郎
- 刑事：相馬剛三
- 川本五郎：丹波哲郎
- 西山直人：三國連太郎[1][2]
- ※以下ノンクレジット
- 井上清造：加藤嘉
- 煙草屋の老婆：五月藤江[1][2]

## 製作
本作は原田芳夫（高倉健）と西山直人（三國連太郎）の刑事二人が、川本五郎（丹波哲郎）率いるギャング団を追い詰める内容で、刑事目線の映画ではあるが、当時の東映東京撮影所（以下、東映東京）所長・岡田茂が、1962年4月22日公開の『太平洋のGメン』以降に敷いた「東映ギャング路線」の一本である。岡田は東映社内報1962年10月号の「興行作品に徹すべし！ギャング路線誕生の経緯」で、「まず対内的（宣伝部）にPRの行き届くものを作らんことにはどうにもならないと痛感しまして、小手調べにゴールデンウィークのしょっぱなに出す作品として『太平洋のGメン』を企画しました（中略）この『太平洋のGメン』が当時としてはヒットした。興行的にも良かったし、また内部の評判も良かった。この時からこういった企画を推し進めることが一番いいんじゃないか、一つ大きな路線を見出そうじゃないかと思ったわけです（中略）その本流となるものは何か……。まずアクションものを目がけてやろう、ただ日活のマネをしてもダメだと、ウチ独特のものというと大人っぽいアクションだ、大人っぽいアクションというとギャングだ、ギャングに限る。ウチの現代劇には片岡御大の堂々たるアクションものがあるんだから、これを母体にして、鶴田、高倉、丹波その他のメンバーで、絶対的に面白いアクションもの、ギャングものができるという確信を持ってギャング路線を見出したというわけです（中略）7月の盆に封切った『ギャング対ギャング』。これはまあ、出来ばえは必ずもそうビックリするようなものじゃなかったけど対内的にも非常に評判が良かったし、興行的にもいい結果が出た。これにますます勢いを得て、8月には片岡御大以下の『地獄の裁きは俺がする』、それから『暗黒街最後の日』。これは若手のオールスターで作りましたが、作品の出来ばえも良く、非常にヒットした。それから『東京アンタッチャブル』『ギャング対Gメン』、これらも非常に良い出来ばえで、面白いものになっている」などと述べている。
1962年8月7日に行われた東映全国支社長会議では、1962年9月以降の番組編成が告知され、本作の仮タイトルは『にっぽんGメン』だった。またこの時点では監督は村山新治と公表されたが、出演者の告知はなかった。また併映は『恋と十手と巾着切』（井沢雅彦監督・山城新伍・中里阿津子主演）か『世界のオートバイ選手権』で、1962年10月21日～27日までの7日間の興行と告知されていた。同年9月7～8日に東映本社会議室であった10月以降の番組編成では、興行期間が1日減り、1962年10月21日～26日までの6日間の興行に変更され、併映は『髑髏銭』と発表されている。

## 撮影
東京都内でたくさんロケが行われているが、映画が古いため場所の特定は困難。はっきり分かるのは高倉と三田佳子のデート場面で出る赤坂プリンスホテルのプール、後楽園ゆうえんち、オーラスの高倉と三田が歩くのは新宿コマ劇場前。劇中地名が出るのは練馬だけ。

## 備考
凶悪犯の川本五郎（丹波哲郎）が盗んだ宝石を西山刑事（三國連太郎）と男女の仲になっている金子三枝ママ（渡辺美佐子）の経営する行きつけのバーに隠す設定は意外な隠し場所としていいが、三國がラストに立て籠る倉庫は、かつて川本が働いた職場でさらに原田芳夫（高倉健）の恋人・井上百合子（三田佳子）の実家という偶然過ぎる設定。

## 同時上映
『髑髏銭』
- 原作：角田喜久雄
- 脚本：結束信二
- 監督：内出好吉
- 主演：里見浩太朗

1956年に監督：松田定次、主演：市川右太衛門で映画化された作品をリメイク（結束は前作も脚本を担当）。

## ネット配信
- 東映シアターオンライン（YouTube）：2023年3月17日16:00 - 3月24日23:59